# Affare Hotel Polski

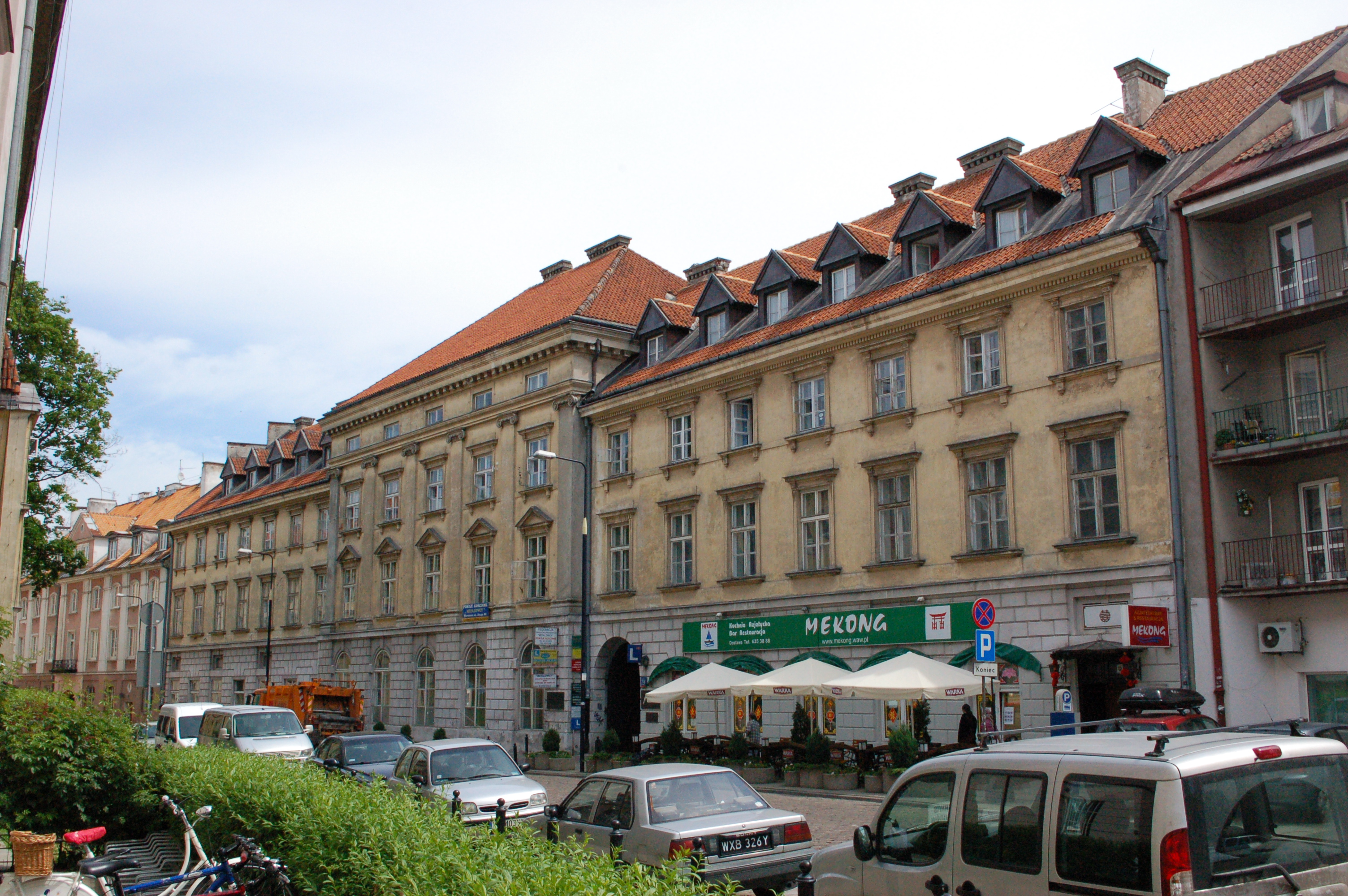
Facciata dell'ex Hotel Polski a Varsavia

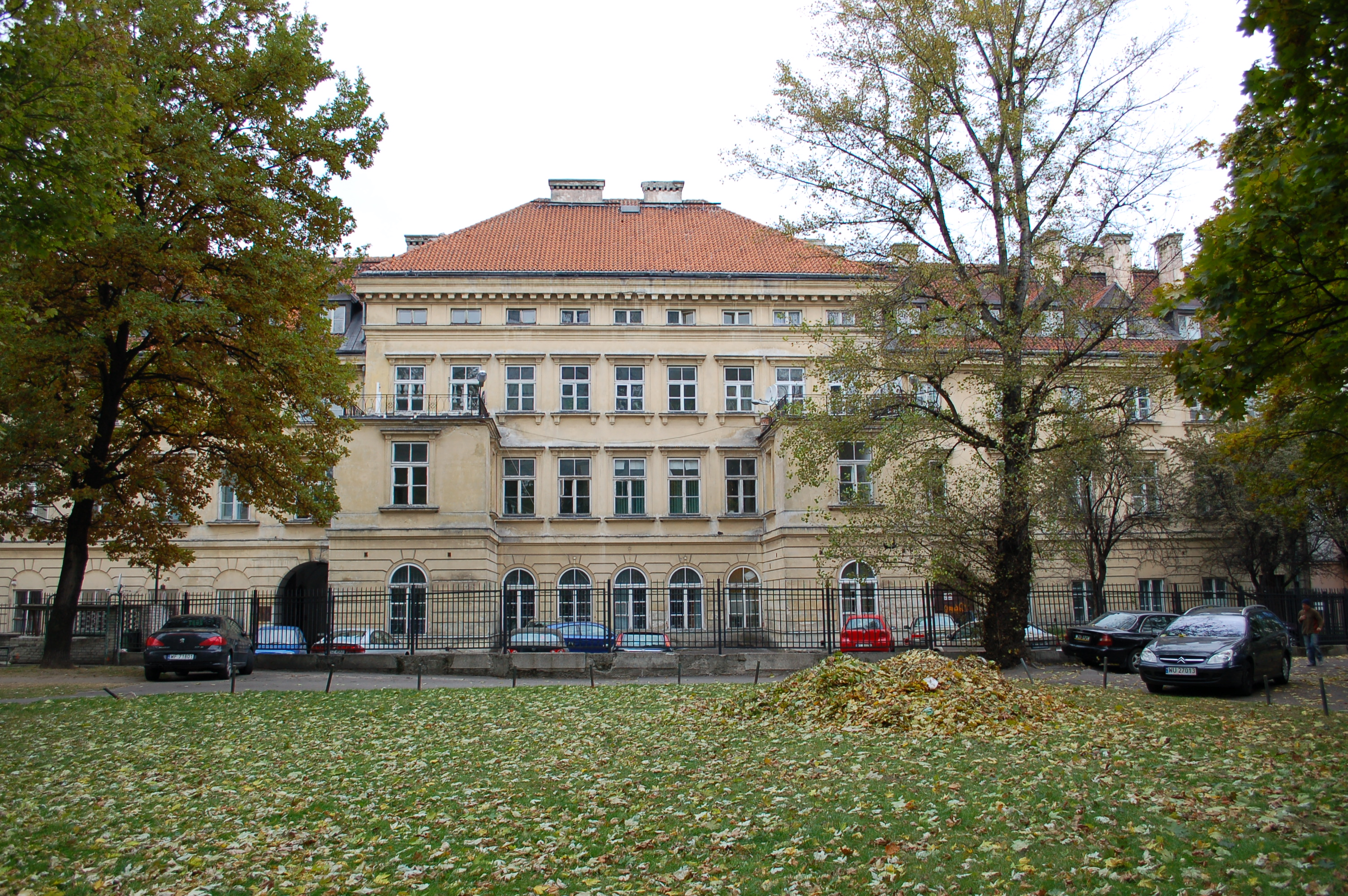
Facciata posteriore dell'ex Hotel Polski a Varsavia

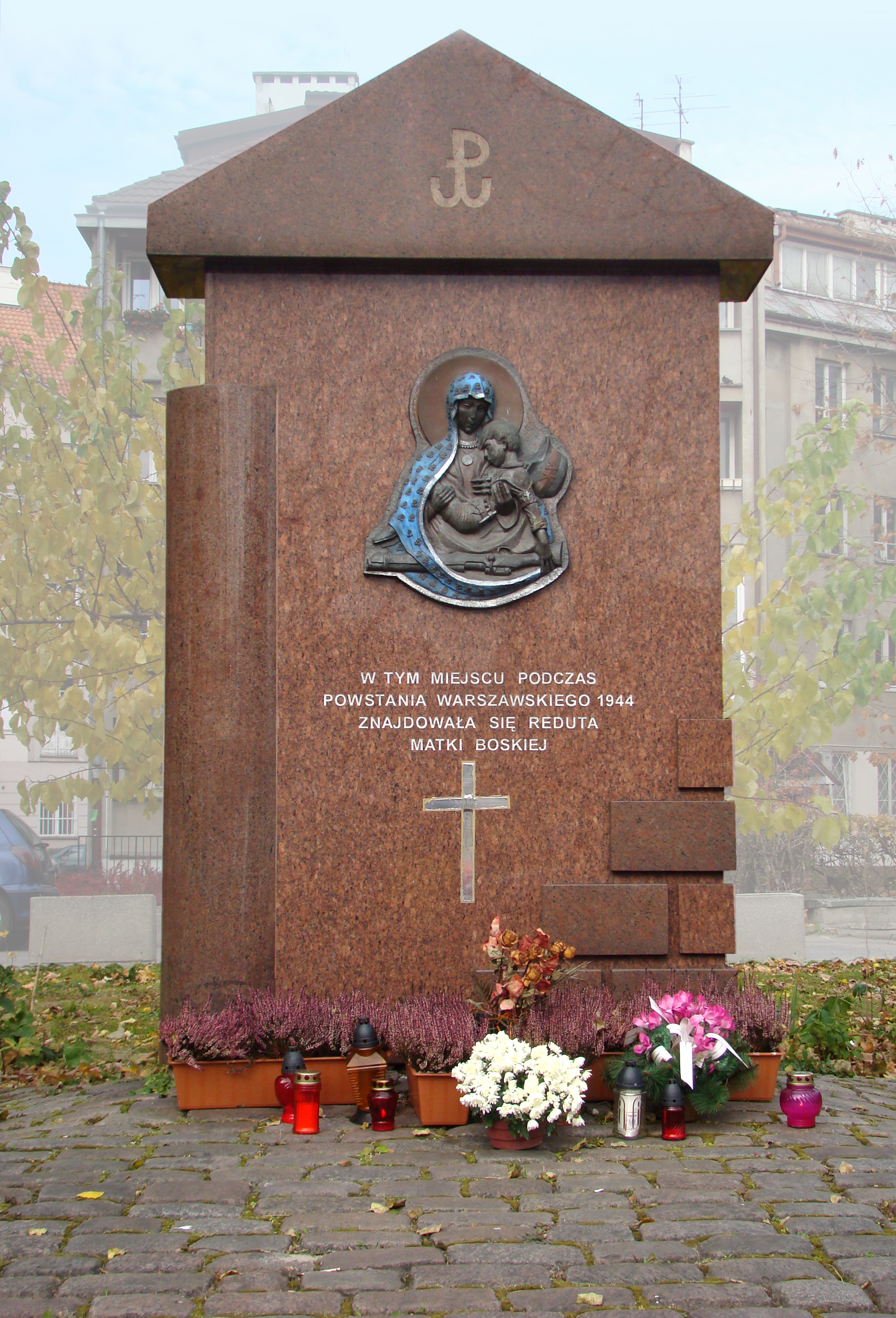
Il monumento che commemora i combattimenti dell'Hotel Polski durante la rivolta di Varsavia

L'Hotel Polski (lett. Hotel polacco) fu un hotel aperto nel 1808 in via Długa 29 Śródmieście a Varsavia.
Nel 1943, nell'ambito dell'operazione di rastrellamento seguita alla liquidazione del ghetto di Varsavia, l'hotel fu usato dai tedeschi come esca per gli ebrei che si nascosero a Varsavia: gli agenti tedeschi e i loro collaboratori ebrei pretesero che gli ebrei potessero acquistare i passaporti stranieri e gli altri documenti, per poi lasciare i territori occupati dalla Germania nazista in qualità di cittadini stranieri. Circa 2500 ebrei caddero in questa trappola, la maggior parte di cui fu successivamente arrestata, poi trasferita nei campi di concentramento nazisti e uccisa durante l'Olocausto. 
Questo caso è noto come "Affare Hotel Polski".
Nel 1944, durante la rivolta di Varsavia l'edificio ospitò la roccaforte dei ribelli polacchi chiamata "Santa Madre Redout", dal nome di un dipinto che si trovava al suo interno. L'edificio fu gravemente danneggiato durante i combattimenti e riadattato dopo la guerra. Nel 1965 l'edificio fu dichiarato oggetto del patrimonio culturale e iscritto nel registro polacco del patrimonio. Una targa commemorativa fu posta nell'edificio nel 2013.

## Affare dell'Hotel Polski

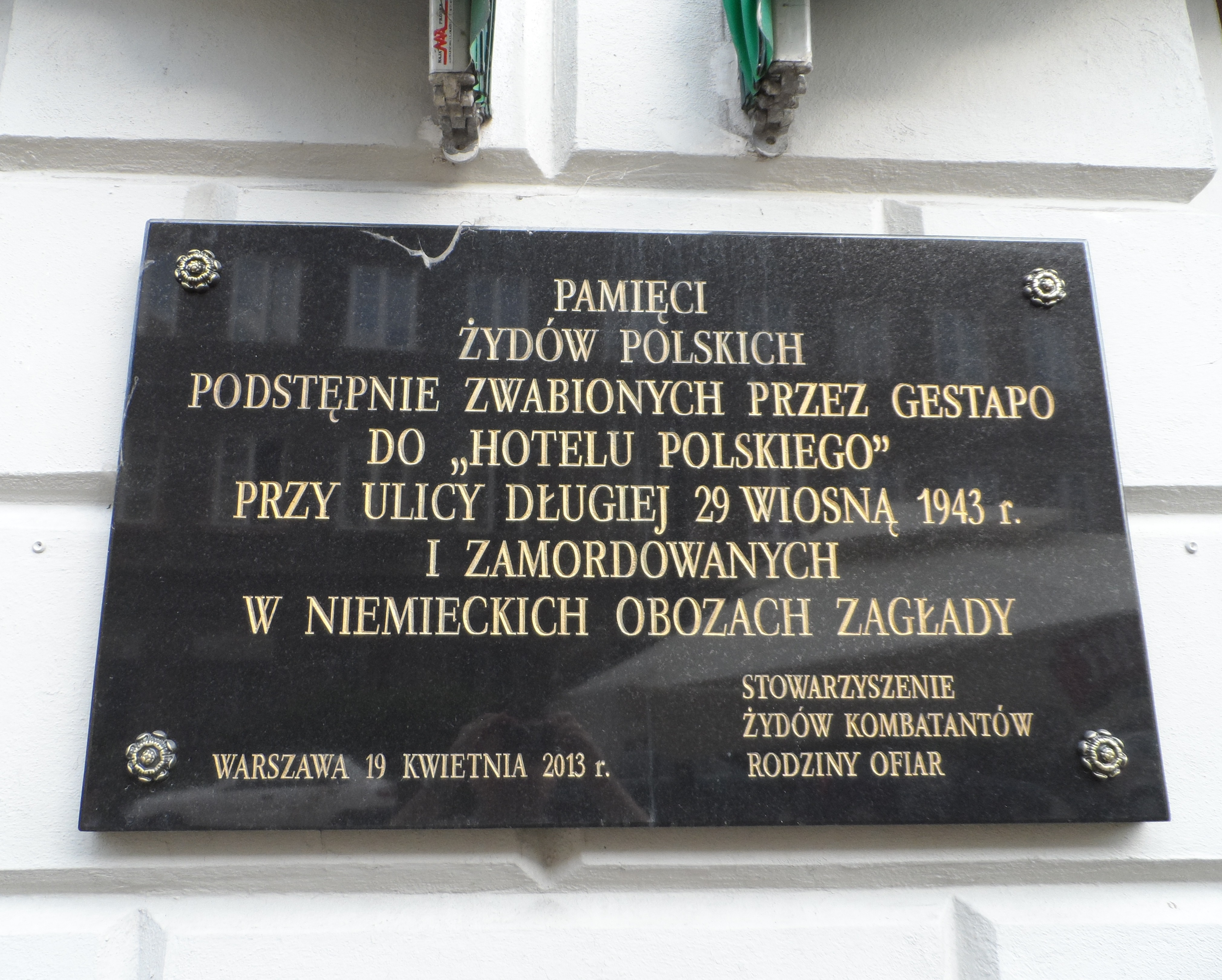
Lapide che commemora gli ebrei polacchi attirati e internati in questo edificio dalla Gestapo fino alla primavera del 1943, e successivamente assassinati durante l'Olocausto

Intorno alla fine del 1941, due organizzazioni ebraiche svizzere e alcuni diplomatici polacchi, in collaborazione con i consoli onorari di alcuni paesi sudamericani, iniziarono a inviare dei documenti nel ghetto di Varsavia sperando di consentire l'emigrazione agli ebrei presenti, in base al fatto che i tedeschi furono più indulgenti nei confronti degli individui che potessero dimostrare di essere cittadini di paesi neutrali. In molti casi i titolari di queste dichiarazioni giurate e dei passaporti erano già morti quando quei documenti arrivarono nella Polonia occupata. Molti, se non tutti, di quei documenti furono intercettati dalla Gestapo, o finirono in altro modo nelle mani dei collaboratori della Gestapo, gli ebrei della Żagiew controllati dalla Gestapo stessa, soprattutto Leon Skosowski e Adam Żurawin.
Il ghetto di Varsavia fu liquidato nel maggio 1943 ma migliaia di ebrei sopravvissero a Varsavia, nascondendosi fuori dal ghetto. I tedeschi e i loro collaboratori ebrei escogitarono un piano per attirarli allo scoperto. Il coinvolgimento di Skosowski nel piano fu molto significativo, tanto che fu indicato come un organizzatore del piano dell'Hotel Polski. Un'altra collaboratrice ebrea della Gestapo, coinvolta nell'affare Hotel Polski, fu la cantante Wiera Gran.
I collaboratori diffusero la voce che gli ebrei in possesso dei passaporti stranieri di paesi allineati potessero lasciare il Governatorato Generale e che i documenti provenienti da paesi come Paraguay, Honduras, El Salvador, Perù e Cile, a nome di ebrei non più in vita, furono in vendita (a prezzi elevati, stimati in alcuni casi anche a oltre un milione di dollari USA) all'Hotel Royal in via Chmielna 31 e, successivamente, all'Hotel Polski. Sconosciuti agli acquirenti, molti di questi documenti furono preparati o falsificati in modo improprio.
L'Hotel Polski divenne un luogo di ritrovo per gli ebrei che sperarono di poter essere presto autorizzati a lasciare l'Europa occupata dai nazisti, poiché le voci suggerirono anche che sarebbe stato un terreno sicuro. Circa duemilacinquecento ebrei, alcune stime arrivano fino a tremilacinquecento, uscirono dai loro nascondigli e si trasferirono nell'Hotel Polski. La resistenza polacca avvertì gli ebrei che questa potesse rappresentare una probabile trappola, ma molti ignorarono questi avvertimenti.
A partire dal 21 maggio 1943, gli ebrei dell'Hotel Polski furono trasferiti in piccoli gruppi dalle autorità naziste a Vittel, una località termale nella Francia occupata dai tedeschi, che avrebbe dovuto essere il loro punto di transito; successivamente i trasporti arrivarono al campo di concentramento di Bergen-Belsen in Germania. Il 15 luglio 1943, i quattrocentoventi ebrei rimasti nell'Hotel senza passaporto straniero furono giustiziati dai tedeschi nella prigione di Pawiak. Nel settembre 1943, i tedeschi rivelarono che la maggior parte dei documenti degli individui nei campi di transito furono falsificati e che i governi sudamericani si rifiutarono di riconoscere la maggior parte di questi passaporti. Pertanto, invece di essere trasferiti in Sud America, gli ebrei furono mandati nel campo di concentramento di Auschwitz nel maggio 1943 e nell'ottobre 1943. Alcune centinaia di ebrei che furono in possesso di documenti palestinesi sopravvissero, essendo stati scambiati con alcuni tedeschi imprigionati in Palestina.
Il Jewish Historical Institute stima il numero dei sopravvissuti a 260 persone; Agnieszka Haska stima il numero dei sopravvissuti a circa 300, osservando che a causa della documentazione incompleta non è possibile stimare con precisione il numero delle vittime o dei sopravvissuti. I sopravvissuti palestinesi furono aiutati da Daniel Guzik, precedentemente associato all'American Jewish Joint Distribution Committee.
Tra le vittime dell'Hotel Polski ci furono il poeta Itzhak Katzenelson, il romanziere yiddish Yehoshua Perle e il leader della resistenza ebraica Menachem Kirszenbaum così come, probabilmente, la ballerina polacca Franceska Mann.